# Innere Stadt (Graz)

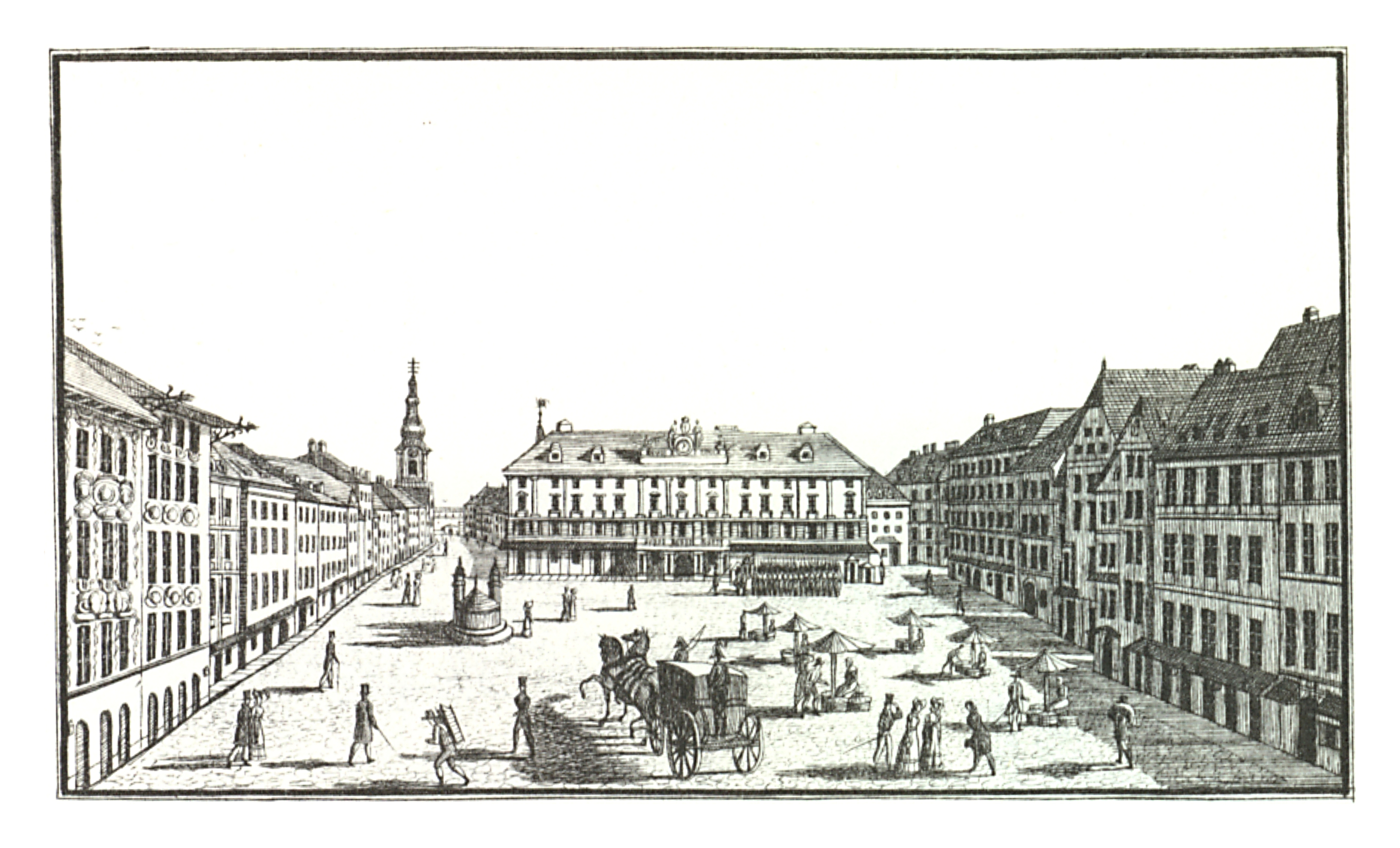
Hauptplatz um 1830, Lith. Anstalt J.F. Kaiser, Graz

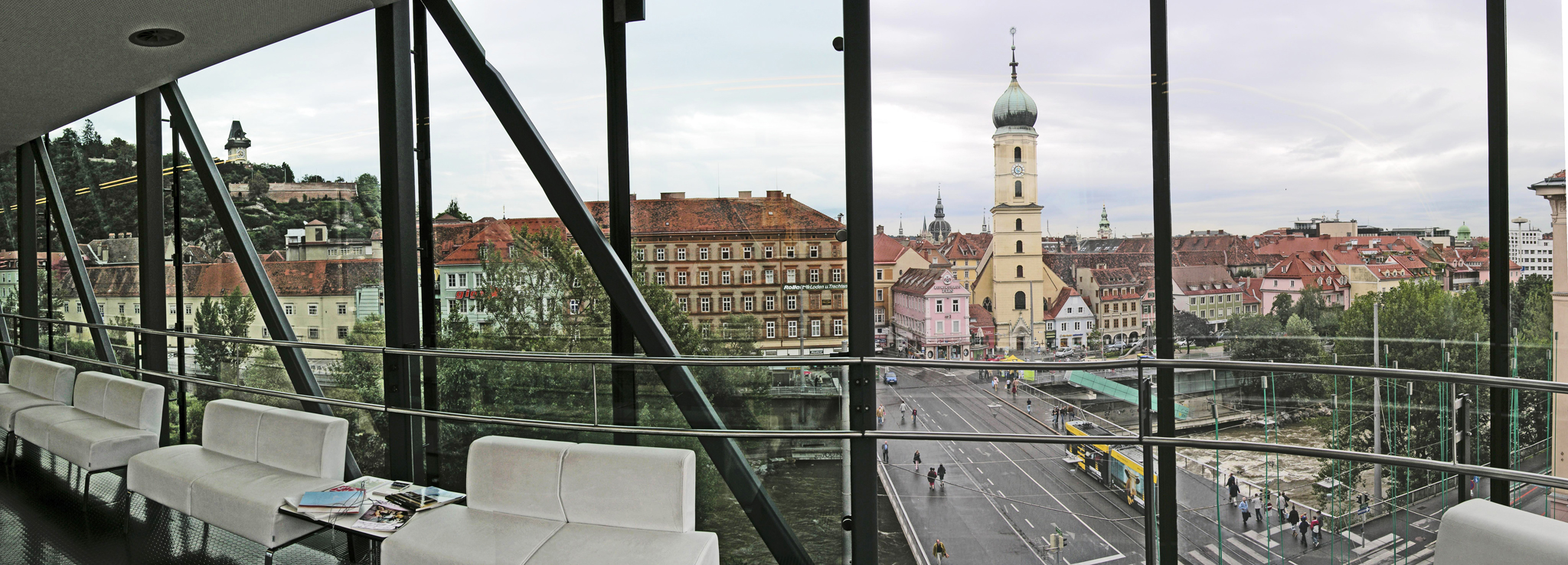
Blick aus dem Kunsthaus auf das Weltkulturerbe: Links der Schloßberg, rechts die Altstadt mit der Franziskanerkirche

## Geschichte
Die Innere Stadt ist der 1. Stadtbezirk der steirischen Landeshauptstadt Graz. Sie ist jener Teil, der die historische Altstadt mit Schloßberg und Stadtpark enthält. Sie wird begrenzt von der Mur zwischen Radetzkybrücke und Keplerbrücke, der Wickenburggasse, dem Glacis, Jakominiplatz und Radetzkystraße. 1999 wurde das Grazer Stadtzentrum (darunter große Teile des Bezirks Innere Stadt) wegen seiner einzigartigen Erhaltung der historischen Gebäude ein Teil des UNESCO-Weltkulturerbes Stadt Graz – Historisches Zentrum und Schloss Eggenberg. Erkennbar ist dies auch an den in der Kernzone des Weltkulturerbes neu angebrachten Straßenbenennungstafeln mit weißem Hintergrund, schwarzer Schrift und UNESCO-Logo. 
Obwohl das Zentrum weitgehend eine Fußgängerzone ist, sind auch die Stadtverwaltung, Einkaufszentren und Straßenmärkte, Museen und Galerien, und zahllose Gastronomiebetriebe mit den beliebten Gastgärten in der Inneren Stadt, durch die auch alle Grazer Straßenbahnlinien führen. Damit wird die Innere Stadt auch zu einem der belebtesten und verkehrsreichsten Grazer Stadtteile.

## Kultur und Sehenswürdigkeiten

### Bauwerke
(In alphabetischer Reihung)
- Am Eisernen Tor
- Akademisches Gymnasium
- Antoniuskirche
- Burg
- Deutschritterordenshaus
- Dom und Mausoleum
- Dreifaltigkeitskirche
- Franziskanerkirche
- Glockenspielplatz
- Hauptplatz
- Herrengasse
- Joanneum
- Karmeliterplatz mit einigen denkmalgeschützten Gebäuden und einer der Pest gewidmeten Dreifaltigkeitssäule
- Landhaus
- Landeszeughaus
- Murinsel: Schwimmende Plattform in der Mur, die anlässlich des Kulturhauptstadt-Jahres 2003 von Vito Acconci errichtet wurde. Sie wird als Café und als Freilufttheater genützt.
- Opernhaus
- Paulustor
- Rathaus
- Sackstraße
- Schauspielhaus
- Schloßberg mit Glockenturm, Kasematten mit der Schloßbergbühne Kasematten und Uhrturm, dem Wahrzeichen von Graz. Erreichbar durch die Schloßbergbahn und durch einen Lift.
- Sporgasse
- Stadtpark
- Stadtpfarrkirche

### Kunstwerke

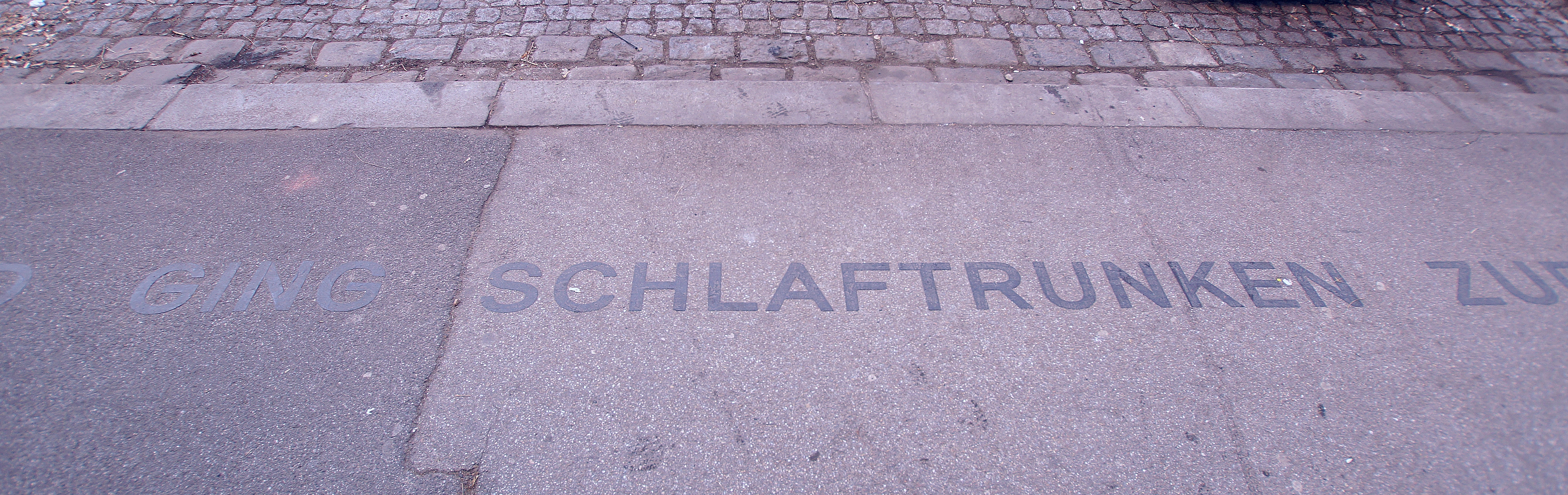
Ausschnitt aus dem Lauftext in der Radetzkystraße

- Lauftext-Mahnmal: 2013 gestaltete die bildende Künstlerin Catrin Bolt ein Schriftband, das sich vom Haus Radetzkystraße 8 in einer Länge von 760 m über die Radetzkybrücke bis in den Bezirk Gries zieht. Es erinnert an die Ereignisse der Reichskristallnacht 1938 und gibt den Augenzeugenbericht von David Herzog wieder. Die Strecke, entlang der der Text verläuft, entspricht dem Weg vom Wohnhaus Herzogs bis zur Synagoge, der in diesem Bericht beschrieben wird. Durch Bau- und Grabungsarbeiten wurde der Text teilweise zerstört, aber im Jahr 2021 komplett wiederhergestellt.[4][5]

## Wirtschaft, Verkehr
Der Innenstadtbereich ist vor allem geprägt durch Einzelhandels- und Dienstleistungsbetriebe.
Der Stadtbezirk ist teilweise eine Fußgängerzone, die von allen Straßenbahnlinien durchfahren wird. Zusätzlich fahren alle ins Zentrum führenden Buslinien über den Jakominiplatz, welcher die Drehscheibe für den innerstädtischen öffentlichen Verkehr ist.